# Xiyang
För andra betydelser, se Xiyang (olika betydelser).
Xiyang, tidigare romaniserat Siyang, är ett härad som lyder under Jinzhongs stad på prefekturnivå i Shanxi-provinsen i norra Kina. Orten är belägen på Taihangbergens västra sluttning alldeles intill gränsen till Hebei-provinsen.
Häradet kan spåra sin historia tillbaka till Qindynastin då det var en prefektur (郡). Under Suidynastin blev området ett härad och 1914 fick det sitt nuvarande namn.
Området är mest känt för köpingen Dazhai, där en berömd folkkommun och produktionsbidrag var förlagda under Mao Zedongs tid vid makten.